# Sérgio Sant'Anna
Sérgio Sant'Anna, né le 30 octobre 1941 à Rio de Janeiro et mort le 10 mai 2020 dans la même ville, est un écrivain et acteur brésilien.

## Biographie
Sérgio Sant’Anna commence sa carrière d’écrivain en 1969 par le recueil de nouvelles O Sobrevivente.
Plusieurs fois prix Jabuti et prix Portugal Telecom de Literatura, entre autres prix renommés, ses œuvres sont traduites en espagnol (par César Aira), allemand, anglais, grec et français.
Il meurt des suites du covid-19, une semaine après avoir été hospitalisé.

## Œuvres
- O sobrevivente (1969)
- Notas de Manfredo Rangel, repórter (1973)
- Confissões de Ralfo (1975)
- Simulacros (1977)
- Circo (1980)
- Um romance de geração (1981)
- O concerto de João Gilberto no Rio de Janeiro (1982)
- Junk-Box (1984)
- A tragédia brasileira (1987)
- Amazona (1986)
- A Senhorita Simpson (1989)
- Breve história do espírito (1991)
- O monstro (1994)
- Um Crime delicado (1997) Un crime délicat, traduit par Izabella Borges, Paris, Éditions Envolume, coll. « Brésil », 2015  (ISBN 978-2-37114-027-1)
- O voo da madrugada (2003)
- O livro de Praga (2011)
- Páginas sem Glória (2012)
- O Homem-Mulher (2014)

## Filmographie
- 2000 : Bossa Nova et vice versa (Bossa Nova), film brésilien réalisé par Bruno Barreto, adaptation du roman A Senhorita Simpson
- 2007 : Um crime delicado, film brésilien réalisé par Beto Brant, adaptation du roman du même nom
- 2008 : O romance de geração, film brésilien réalisé par David França Mendes, adaptation du roman du même nom